# Румен Горанов
 Тази статия е за българския футболист, роден през 1984 г.  За футболиста, роден през 1950 г., вижте Румянчо Горанов.  
Румен Горанов, е български футболист, полузащитник, състезател на ПФК Локомотив (София).
Син е на бившия национален вратар Румен Горанов от Локомотив (София) и Футболист № 1 на България от 1978 г.
Роден е на 15 юли 1984 година в София.
Започва да тренира футбол в школата на Левски при Пламен Цветков. По-късно играе в Левски (Долна Баня). В периода 2004 - 2006 г. играе за Конелиано в Б група. От 2006 г. до 2008 г. е в Локомотив (Пловдив), като дебютът му за този отбор е на 14 октомври 2006 г. срещу Марек (1:1). От януари 2009 г. е в Локомотив (София)